# Justin Bilyeu
Justin Bilyeu (* 3. Februar 1994 in St. Louis, Missouri) ist ein ehemaliger US-amerikanischer Fußballspieler auf der Position eines Abwehrspielers.

## Vereinskarriere

### Karrierebeginn in Missouri
Justin Bilyeu wurde am 3. Februar 1994 als Sohn von John und Pamela Bilyeu in der Großstadt St. Louis im US-Bundesstaat Missouri geboren, wo er auch aufwuchs und seine Fußballkarriere begann. So war er in seiner Kindheit und Jugend unter anderem für den lokalen Nachwuchsklub St. Louis Scott Gallagher Missouri Academy aktiv und kam im fortgeschrittenen Alter an die Christian Brothers College High School, an der er ebenfalls der Schulfußballmannschaft angehörte. Bereits in seinem ersten Jahr gewann er mit der Mannschaft 2009 die Staatsmeisterschaft und wurde in seinem abschließenden Senior-Jahr 2012 für seine Leistungen ins All-State-Team gewählt. Weitere Erfolge an der High School fuhr er vor allem in seinem Junior- und seinem Senior-Jahr ein. Als Juniore erhielt er eine ehrenvolle Erwähnung (Honorable mention) in der All-State-Auswahl Missouris, war zweifacher All-Conference-Pick und gewann sowohl in seinem Junior-, als auch in seinem Senior-Jahr den Academic Award seiner Schule, dies Auszeichnung als bester Athlet des abgelaufenen Schuljahres. Als Senior folgten Aufnahmen ins All-Metro-First-Team und ins All-State-First-Team sowie Einsätze im MAC-All-Star-Game und im All-American-All-Star-Game. In weiterer Folge wurde Bilyeu im Jahre 2012 an der Southern Illinois University Edwardsville aufgenommen, wo er als Hauptfach Strafrecht wählte und parallel zu seinem Studium auch in der Sportabteilung der Universität, den SIU Edwardsville Cougars, der Herrenfußballmannschaft angehörte.

### Wechsel an die SIU Edwardsville
Beim Team aus Edwardsville in Illinois brachte er es in seinem Freshman-Jahr auf lediglich sechs Meisterschaftseinsätze, von denen er in keinem einzigen von Beginn an auf dem Spielfeld war. Dennoch stand er mit der Mannschaft am Saisonende im Endspiel gegen das Team der Bradley University, wobei es für die Cougars erst die zweite Finalteilnahme nach 2010 in der Geschichte der Liga war. Das Finale gegen die Bradley Braves wurde allerdings knapp mit 3:4 nach absolviertem Elfmeterschießen verloren. Im nachfolgenden Sophomore-Jahr kam der Spieler aus dem Show Me State zu mehr Spielpraxis, als ihn Kevin Kalish, der erst dritte Trainer der 1967 entstandenen Mannschaft, in 15 Spielen von Beginn an als Außenverteidiger einsetzte. Bei seinen 15 Meisterschaftseinsätzen gelangen ihm zwei Treffer, sowie eine Torvorlage. Aufgrund der starken Abwehrreihe, die im gesamten Saisonverlauf nur 17 Gegentore zuließ, der zweitbeste Ligawert in dieser Saison, bekam Bilyeu, der die letzten Saisonspiele verletzungsbedingt nicht bestreiten konnte, eine ehrenvolle Erwähnung der All-MVC-Auswahl. Das Fußballteam der SIUE rund um spätere Profis wie John Berner, Matt Polster oder Christian Volesky schaffte es zum Saisonende bis ins Semifinale des MVC Tournament.
Im Spieljahr 2014, seinem Junior-Jahr, brachte es Justin Bilyeu zu weiteren Einsätzen als Stammkraft in der Abwehrreihe. Nach dem Abgang von Kalish Anfang Dezember 2013 übernahm der bisherige Co-Trainer Scott Donnelly das vakant gewordene Traineramt der SIUE Cougars. Nachdem auch Donnelly Mitte August 2014 sein Amt als Interimstrainer niedergelegt hatte und stattdessen als technischer Berater für den Nordosten der Vereinigten Staaten vom US-Verband aufgenommen worden war, kam mit dem bisherigen Torwarttrainer Brian Jones und dem Assistenztrainer David Korn ein zweiköpfiges Trainerteam auf die vakante Position. Nachdem die Mannschaft nach den ersten acht Saisonspielen noch sieglos war, kamen Justin Bilyeu und sein Team daraufhin besser ins Spiel und es führte zum Umschwung. Am Saisonende standen die Cougars auf dem ersten Platz des MVC Tournaments und sicherten sich so, zum ersten Mal seit 1982, einen Startplatz in der nachfolgenden NCAA Division I Men’s Soccer Championship 2014. In dieser kam die SIUE nach einem Erstrundensieg über die Northwestern University bis in die zweite Runde der Regional 4, in der das Team jedoch der UC Berkeley unterlag und vom laufenden Turnier ausschied. Justin Bilyeu brachte es bei 20 Ligaeinsätzen, von denen er in 19 von Beginn an am Rasen war, auf zwei Tore und drei Torvorlagen. Zu seinen Auszeichnungen am Saisonende zählen unter anderem die Wahlen ins All-MVC-Second-Team, sowie ins MVC-All-Tournament-Team.
Nachdem der Sportdirektor Dr. Brad Hewitt Anfang Dezember 2014 die Stelle als Cheftrainer der SIUE Cougars offiziell ausschrieb, wurde am 27. Januar 2015 der bisherige Assistenztrainer der Louisville Cardinals (University of Louisville) Mario Sánchez als neuer Cheftrainer der SIU Edwardsville Cougars vorgestellt. Unter Sanchez wurde Bilyeu in 18 Meisterschaftsspielen eingesetzt, in denen er einen Treffer und drei Assists beisteuerte. Nachdem er schon in der Vorsaison der All-MVC-Auswahl angehörte und dabei neben Austin Ledbetter einer von zwei SIUE-Spielern war, denen diese Ehre zuteilwurde, erhielt er zum Saisonende diverse weitere Auszeichnungen. Nach dem Gewinn der nationalen Meisterschaft, das Team schaffte es zwar ins nachfolgende Endspiel des MVC Tournaments, scheiterte aber mit 0:1 gegen die Drake Bulldogs von der Drake University, wurde Bilyeu ins MVC-All-Tournament-Team gewählt. Des Weiteren erhielt er zum Saisonende eine ehrenvolle Erwähnung der NSCAA-All-West-Region und war im All-MVC-Second-Team, sowie im NSCAA-NCAA-Division-I-Men’s-All-West-Region-Third-Team.

### Als Erstrundenpick zu den New York Red Bulls

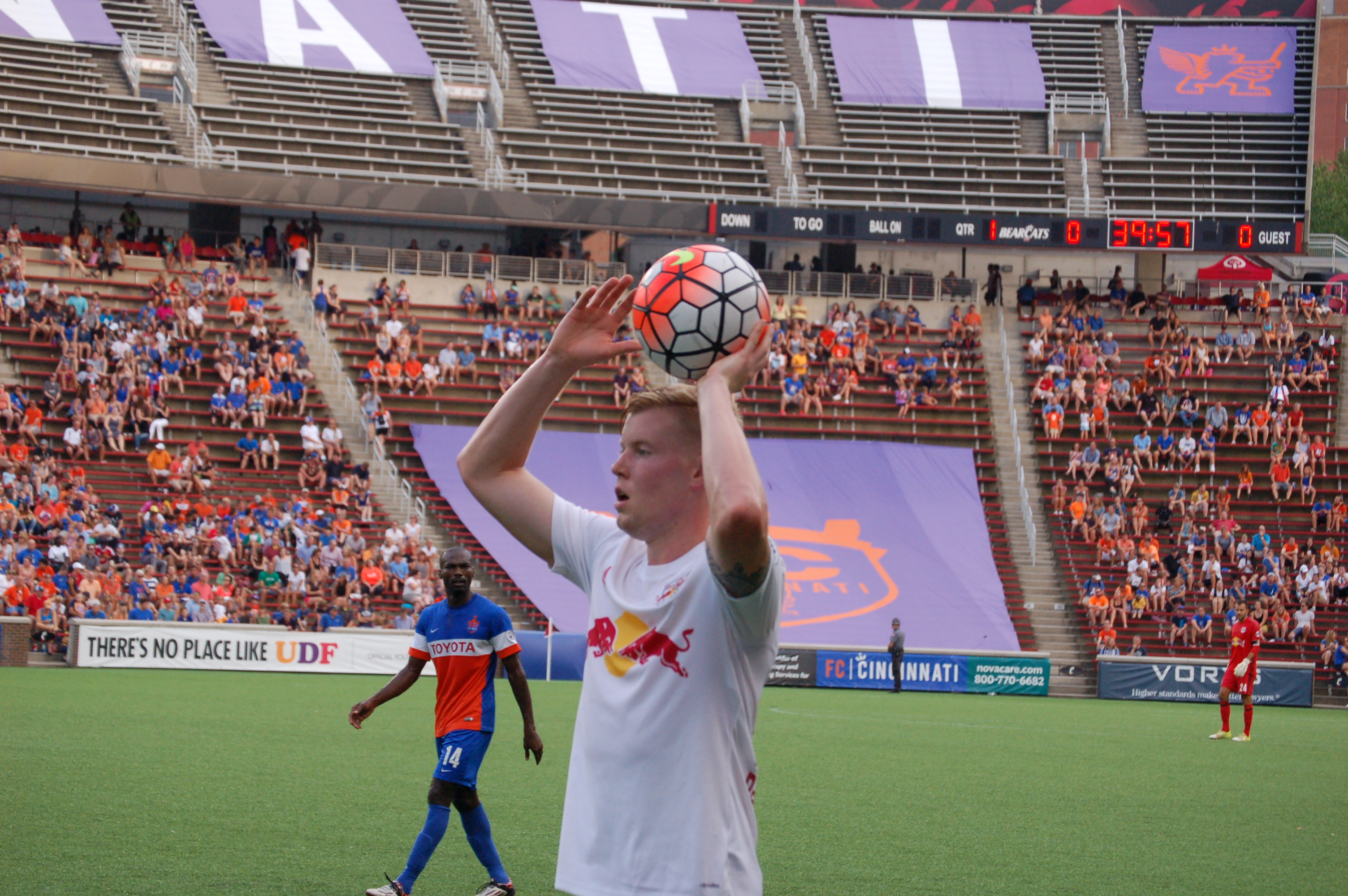
Justin Bilyeu als Spieler der New York Red Bulls II im Juli 2016

Im Dezember 2015 wurde Bilyeu nach seinem Studienende von der Major League Soccer, der höchsten nordamerikanischen Fußballliga, zu der im Januar 2016 stattfindenden MLS Combine eingeladen. Nach dieser wurde der 1,88 m große Abwehrspieler über den MLS SuperDraft 2016 als 18. Pick in der ersten Runde zu den New York Red Bulls gedraftet. Nach einer erfolgreichen Saisonvorbereitung wurde Bilyeu, der in der spielfreien Zeit des Vorjahres in sieben Ligaspielen des PDL-Klubs FC Tucson zum Einsatz kam und dabei einen Treffer erzielte, ein Profivertrag vorgelegt, den dieser am 3. März 2016 unterzeichnete. Am 10. April 2016 wurde Bilyeu an das ebenfalls in einer Profiliga spielende Reserveteam New York Red Bulls II verliehen, wobei er jedoch weiterhin auch für das Erstligateam spielberechtigt ist, und gab nur Stunden nach seinem Wechsel in die Reserve sein Profidebüt, als er beim 4:0-Sieg im Drittligaspiel gegen den Bethlehem Steel FC in der 63. Spielminute für Alex Muyl auf den Rasen kam. Nachdem er unter John Wolyniec noch ein weiteres USL-Spiel absolviert hatte, schaffte er Ende des Monats den Sprung ins MLS-Franchise und kam für dieses am 29. April bei einem 4:0-Erfolg über den FC Dallas zu seinem Erstligadebüt, als er von Jesse Marsch ab der 80. Minute für Kemar Lawrence eingesetzt wurde. Daraufhin kehrte er wieder in die Reservemannschaft zurück, für die er bis dato (Stand: 10. Mai 2016) in insgesamt vier Ligaspielen auflief und bislang noch torlos blieb.